# Lingsberg, Knivsta kommun
Lingsberg är en småort i Lagga socken i Knivsta kommun i Uppsala län, Sverige. Den ligger ungefär 6 km nordväst om Knivsta.